# Вырицкое городское поселение
Вы́рицкое городско́е поселе́ние — упразднённое муниципальное образование на территории Гатчинского муниципального округа Ленинградской области. Бывший административный центр — посёлок Вырица. На территории поселения находились 27 населённых пунктов — 4 посёлка, 22 деревни и 1 хутор.

## Географические данные
- Общая площадь — 961,21 км² (крупнейшее упразднённое поселение района)
- Месторасположение: находилось в юго-восточной части Гатчинского района.
  - Граничило:
    - на севере с Сусанинским сельским поселением
    - на западе с Сиверским городским поселением
    - на западе с Дружногорским городским поселением
    - на западе и юге с Лужским муниципальным районом
    - на востоке с Тосненским муниципальным районом
- По территории бывшего поселения протекает река Оредеж
- По территории бывшего поселения проходит железная дорога Санкт-Петербург — Оредеж, имеются станции Вырица, Новинка и Чаща.

По территории бывшего поселения проходят автодороги:
- 41А-003 (Кемполово — Выра — Шапки)
- 41К-105 (Мины — Новинка)
- 41К-106 (Озерешно — Чаща)
- 41К-108 (Пустошка — Вырица)
- 41К-472 (Вырица — Слудицы)
- 41К-476 (подъезд к дер. Красницы)

Расстояние от бывшего административного центра поселения до центра муниципального округа — 26 км

## История
1 января 2006 года в соответствии с областным законом № 113-оз от 16 декабря 2004 года образовано Вырицкое городское поселение, в его состав вошли территории посёлка Вырица, а также бывших Минской, Новинской и Чащинской волостей.
Упразднено 13 мая 2024 года в связи с образованием Гатчинского муниципального округа вместо Гатчинского района.

## Население
| 2006    | 2010    | 2011    | 2012    | 2013    | 2014    | 2015    |
| ------- | ------- | ------- | ------- | ------- | ------- | ------- |
| 12 500  | ↗14 570 | ↘14 558 | ↗14 925 | ↗15 098 | ↗15 258 | ↗15 332 |
| 2016    | 2017    | 2018    | 2019    | 2020    | 2021    | 2023    |
| ↗15 357 | ↘15 219 | ↘15 093 | ↘14 893 | ↘14 521 | ↗18 246 | ↘18 066 |
| 2024    |         |         |         |         |         |         |
| ↘17 982 |         |         |         |         |         |         |

Большая часть населения проживает в посёлке Вырица. Также относительно крупным населённым пунктом является деревня Мины.

## Состав городского поселения
| №  | Населённый пункт | Тип населённого пункта                    | Население |
| -- | ---------------- | ----------------------------------------- | --------- |
| 1  | Большие Слудицы  | деревня                                   | ↘3        |
| 2  | Борисово         | деревня                                   | ↘13       |
| 3  | Введенское       | деревня                                   | ↘41       |
| 4  | Воцко            | деревня                                   | ↘1        |
| 5  | Вырица           | городской посёлок, административный центр | ↘14 788   |
| 6  | Горки            | деревня                                   | ↘93       |
| 7  | Дальний          | посёлок                                   | ↘12       |
| 8  | Загуляево        | хутор                                     | ↘7        |
| 9  | Каушта           | деревня                                   | ↘32       |
| 10 | Клетно           | деревня                                   | ↘6        |
| 11 | Кремено          | деревня                                   | ↘3        |
| 12 | Малые Слудицы    | деревня                                   | ↘7        |
| 13 | Мины             | деревня                                   | ↘1006     |
| 14 | Нестерково       | деревня                                   | ↘8        |
| 15 | Никольское       | деревня                                   | ↘140      |
| 16 | Новинка          | деревня                                   | ↘16       |
| 17 | Новинка          | посёлок                                   | ↘130      |
| 18 | Озерешно         | деревня                                   | ↘27       |
| 19 | Ольховец         | деревня                                   | ↘9        |
| 20 | Порожек          | деревня                                   | ↘18       |
| 21 | Ракитино         | деревня                                   | ↗6        |
| 22 | Савкино          | деревня                                   | ↘8        |
| 23 | Слудицы          | посёлок железнодорожной станции           | ↘74       |
| 24 | Тарасино         | деревня                                   | ↘5        |
| 25 | Хаймино          | деревня                                   | ↘15       |
| 26 | Чаща             | деревня                                   | ↗5        |
| 27 | Чаща             | посёлок                                   | ↘150      |

## Экономика
На территории упразднённого поселения расположены 120 предприятий производственной и непроизводственной сферы.

## Образование
В поселении располагалась одна средняя общеобразовательная школа:
- МБОУ Вырицкая СОШ №1[24]